# 221e régiment d'infanterie
Pour les articles homonymes, voir 221e régiment.
Le 221e régiment d'infanterie (221e RI) est un régiment d'infanterie de l'Armée de terre française constitué en 1914 avec les bataillons de réserve du 21e régiment d'infanterie.
À la mobilisation, chaque régiment d'active créé un régiment de réserve dont le numéro est le sien plus 200. Pour bien montrer cette relation, les bataillons et les compagnies des régiments de réserve portaient des numéros qui prenaient la suite des numéros des bataillons et des compagnies du régiment d'active, 4 à 6 pour les bataillons, 13 à 24 pour les compagnies.
Initialement, le 221e RI était majoritairement formé de Haut-Marnais.

## Création et différentes dénominations
- Août 1914 : 221e régiment d'infanterie
- 1919 : dissolution

## Chefs de corps
- 1914 : Lieutenant-Colonel Fèvre[1]
- 1914 : Chef de Bataillon Lion
- 1914 : Lieutenant-Colonel Micanel

## Historique des garnisons, combats et batailles du221eRI

### Première Guerre mondiale

#### Affectation
Affectations : casernement Langres, 142e brigade d'infanterie, 21e région militaire, 4e groupe de réserve à la 71e division d'infanterie d'août 1914 à novembre 1918.

#### 1914
Avec le 217e RI et le 309e RI, le 221e fait partie de la 142e Brigade du détachement d'armée des Vosges.
Formé de 2 bataillons et d'une section de mitrailleuses, le 221e RI compte 36 officiers, 3 médecins et 2 144 hommes de troupe
- 5 août - Départ de Langres pour Epinal
- 14 août - Cantonnement à Fiménil
- Du 20 au 23 août - Combat de Ste-Croix et du col de Ste-Marie-aux-Mines - Pertes: 496 hommes (42 tués, 205 blessés et 249 disparus)
- 29 août - Reconstitution du régiment aux Forges (Epinal) - 17 officiers, 142 s/officiers, 2 146 hommes de troupe
- 7 septembre - Combat de Rambervillers
- Du 13 septembre au 26 novembre - Rive gauche de la Meurthe - La Chapelle - (Sud-Est de Baccarat)
- Du 27 septembre au 9 décembre - Instruction et exercices à St-Broingt et Damas-aux-Bois (Est de Charmes)
- Du 10 décembre au 14 mars 1915 - Sous -secteur de Hablainville et Buriville (Nord de Baccarat)

#### 1915
- 15 mars: La 142e Brigade passe au Détachement d'Armée de Lorraine
- Du 20 mars au 11 novembre - Secteur de Montigny-Ste-Pôle (NE de Baccarat)
- 12 novembre - relève par le 217e RI - Cantonnement à Gélacourt, Azerailles, Merviller, Criviller.
- 24 novembre - Retour dans le secteur de Montigny-Ste-Pôle

#### 1916
- au 21 avril - Secteur de Montigny-Ste-Pôle
- Du 5 au 15 juillet - Verdun - Secteur de la Fontaine de Tavannes - Pertes: 879 hommes (533 tués et disparus, 346 blessés )
- Du 5 au 19 septembre - Argonne - Secteur d'Avocourt - Pertes: 77 hommes (11 tués, 66 blessés )

#### 1917
- Du 9 janvier au 24 février - Verdun - Secteur de Chattancourt - Pertes: 31 hommes (9 tués et disparus, 22 blessés )
- Du 4 au 17 mars - Champagne - Secteur de Maisons de Champagne - Pertes: 552 hommes (125 tués, 27 disparus, 337 blessés, 63 intoxiqués )
- Du 28 mars au 29 mai - Argonne - Secteur de La Harazée-Four de Paris - Pertes: 45 hommes (6 tués, 39 blessés )
- Du 4 au 9 juin - Massif de Moronvillers - Secteur du Mont Haut - Pertes: 54 hommes (7 tués, 47 blessés )
- Du 29 juin au 14 juillet - Massif de Moronvillers - Secteur d'Auberive - Pertes: 55 hommes (19 tués, 36 blessés )
- Du 4 au 14 août - Berry-au-Bac - Secteur de Sapigneul - Pertes: 15 hommes (4 tués, 15 blessés )
- Du 20 août au 25 octobre- Berry-au-Bac - Secteur de Godat - Pertes: 65 hommes (7 tués, 22 blessés, 26 brulés, 10 intoxiqués )
- Du 14 novembre au 21 février 1918 - Berry-au-Bac - Secteur de Godat - Pertes: 52 hommes (9 tués, 32 blessés, 11 intoxiqués )

#### 1918
Marne (janvier à avril) Du 16 au 30 mars - Bouffignereux - Secteur du Choléra - Pertes: 19 hommes (6 tués, 7 blessés, 6 intoxiqués ) La champagne…Ardennes.

## Inscriptions portées sur le drapeau du régiment
Il porte, cousues en lettres d'or dans ses plis, les inscriptions suivantes :
- Verdun 1916
- Champagne 1917-1918

## Décorations décernées au régiment
Sa cravate est décorée de la Croix de guerre 1914-1918  avec une citation à l'ordre du corps l'armée. (Etoile de vermeil)

## Sources et bibliographie
- Mémoire des hommes.
- Archives militaires du Château de Vincennes.
- À partir du Recueil d'historiques de l'Infanterie française (général Andolenko - Eurimprim 1969).